# Els herois inesperats
Els herois inesperats o Tres herois màgics (títol original en alemany: Die Wolf-Gäng) és una pel·lícula alemanya infantil de 2020, dirigida pel director Tim Trageser. Està basada en la sèrie de llibres per a joves de Wolfgang Hohlbein. S'ha doblat al català central pel SX3 amb el títol d'Els herois inesperats, i al valencià per a À Punt amb el nom de Tres herois màgics.

## Sinopsi
En Vlad, un nen vampir, es muda amb el seu pare Barnabas a una ciutat anomenada Crailsfelden, on només viuen éssers místics com vampirs, elfs i bruixes. Quan comença, es fa amic de la Faye, una fada, i en Wolf, un home llop. Tots tenen el mateix problema: no fan justícia a la seva mena de criatura mítica. En la cerimònia d'inscripció escolar, es fa evident que en Vlad no pot beure sang, la Faye té por de volar i en Wolf és al·lèrgic al pèl dels animals. Aquests desavantatges poden fer que una vida màgica sigui bastant esgotadora. L'endemà, són la burla de l'escola. Desesperats, tots tres volen fugir, però són detinguts en el bosc pel trol del pont, que es converteix en un gegant. Llavors són salvats pel Sr. Hannappel, que es declara mag. A casa seva aprenen, a través d'un llibre, que hi ha un registre a la biblioteca prohibida que pot convertir-los en herois. S'enfronten a un desafiament diabòlic en el qual també aprenen a acceptar-se a si mateixos, amb tot el que són, el que tenen o no, perquè han de salvar a la seva ciutat.

## Repartiment
- Rick Kavanian com a Barnabas
- Aaron Kissiov com a Vlad
- Johanna Schraml com a Faye
- Arsseni Bultmann com a Wolf
- Axel Stein com a Sr. Hannappel
- Christian Berkel com l'alcalde Louis Ziffer
- Sonja Gerhardt com a Sra. Circemeyer
- Julia Koschitz com a Julia
- Butz Ulrich Buse com el ecaptador d'impostos
- Arved Fregís com a Michael "Hackfresse"
- Nicole Heesters com la directora Penner
- Waldemar Kobus com el trol del pont
- Valentin Oppermann com a Jürgen
- Sanne Schnapp com la Sra. Wermann
- Hilmi Sözer com el sergent Schnappauf
- Hans-Jochen Wagner com el Sr. Wermann
- Cassian-Bent Wegner Oliver com el Galta de porc
- Thorsten Kavur com el Dr. Frankenberg
- Otto Mellies com el arrador
- Franziska Beyer com a la mare de la Faye

## Producció
Les productores són Deutsche Columbia Pictures Filmproduktion i Rat Pack Filmproduktion.
La música de la pel·lícula va ser gravada per l'Orquestra de Cinema Alemanya de Babelsberg.

### Rodatge
La pel·lícula es va rodar a les ciutats d'Alsfeld, Lauterbach i Büdingen (Hessen), així com a Marburg an der Lahn i Braunfels.